# Curl avec haltères
Pour les articles homonymes, voir Curl.
 (avril 2017).
Si vous disposez d'ouvrages ou d'articles de référence ou si vous connaissez des sites web de qualité traitant du thème abordé ici, merci de compléter l'article en donnant les références utiles à sa vérifiabilité et en les liant à la section « Notes et références ».

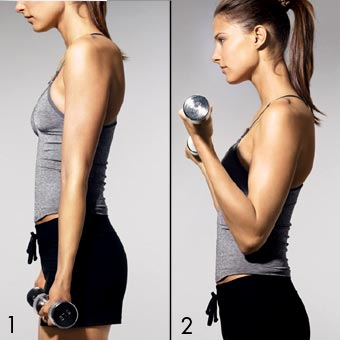

Le curl avec un haltère est un des exercices de base pour développer la force et le volume musculaire du muscle biceps brachial (muscle du bras).

## Curl avec haltères alterné
L'exécutant se tient debout, ou assis, un haltère dans chaque main, maintenue en supination. Lentement, il fléchit un de ses coudes pour amener l'avant-bras sur le bras, sans que le dos ne bouge. Lorsque l'avant-bras est quasiment posé sur le bras, l'exécutant lève légèrement le coude devant lui de façon à contracter au maximum le biceps. Puis, à la même vitesse qu'à la montée, il redescend l'haltère au niveau de la cuisse, et exécute le mouvement avec l'autre bras.

## Curl avec haltères simultané
Ce mouvement est semblable au curl avec haltères alterné à la différence près que l'exécutant lève les deux haltères simultanément. Il en résulte donc la nécessité de savoir garder le dos droit et fixe pendant l'exécution pour éviter toute blessure. Le curl avec haltères simultané peut s'exécuter assis, ou en appui contre un dossier.

## Curl avec haltères avec rotation du poignet
Cette forme d'exécution apporte une variante au niveau de la prise de la main. Au début du mouvement l'haltère est maintenu en semi-pronation. Lors de la montée de l'haltère, la main pivote de façon qu'à la fin de l'exécution, l'haltère soit maintenu en supination. Cela permet de travailler également le brachio-radial.

## Curl avec haltère en isolation
Le curl avec haltère en isolation s'exécute assis, les jambes écartées, une main sur la cuisse, et l'autre main maintenant l'haltère posé au sol. Le coude calé dans le creux de la cuisse, l'exécutant remonte l'haltère jusqu'à contraction complète du biceps. Puis, il redescend lentement, à la même vitesse qu'à la montée. Ce mouvement est particulièrement indiqué pour développer la forme galbée du biceps que recherchent les pratiquants de culturisme.

## Curl en prise marteau
Le curl en prise marteau ne vise pas à développer exclusivement le biceps brachial, mais reporte l'effort sur un des muscles principaux de l'avant-bras, le brachio-radial. L'exécution est semblable au curl avec haltères alterné ou au curl avec haltères simultané, à la différence près que l'haltère est maintenue en semi-pronation tout au long de l'exécution.